# 地上最强新娘
《地上最强新娘》是日本漫畫家大高忍的日本漫畫作品。於《YOUNG GANGAN》（SQUARE ENIX）2004年創刊號到2009年4號期間進行連載。單行本全12卷。
2006年10月被改編為動畫。

## 故事簡介
犬塚孝士是以檢察官為人生志向的普通高中生，正努力於課業中。某日一位叫桃子的小女生自稱是犬塚孝士的未婚妻，來到他的身邊，並要求與犬塚孝士一起“製造”地上最強的兒子。
一方是做為「代折羅不動心眼流」師範代的武術家犬塚雲軒的兒子，同時也是後繼都的高中生犬塚孝士，卻因為童年的往事而想要捨棄武術，而回歸一個立志做檢察官的普通高中生；而另一方則是西日本的武術家之長——「波夷羅一傳無雙流」師範代九頭龍千太夫的獨生女，同時也是流派繼承者的九頭龍桃子。
桃子的目的就是要和孝士結婚並製作出最強子孫。但是，為了要暗殺犬塚孝士並發起第七次十二神將戰爭的刺客，卻一個個出現了，並向他們襲來。在二人面前的到底是一條怎樣的路？在前邊等等著他們的命運到底會是什麼？

## 登場人物
犬塚孝士（聲：高橋廣樹）
生日9月8日，AB型，班級2年C班。本作男主角，帥氣的外表很受女生歡迎，另外，他還是東日本武術界的龍頭老大、代折羅不動心流教頭、犬塚雲軒的兒子兼本家流派繼承人的暴力恐懼症患者以及九頭龍桃子的婚約者。擅長科目為政治經濟，夢想是當上檢察官，手中不離“六法全書”。對於桃子的強勢突擊拒絕再拒絕。但是漸漸的對桃子的關心，也開始關注。原來和孝士結婚就可以到達12神將的頂點，所以才會有很多人去找他。沒有力量是因為小時候被母親封印，後來覺醒力量，非常強大。
九頭龍桃子（聲：鹿野優以）
生日9月7日，O型，班級2年C班。本作的女主角，嬌小可愛，天真活潑的外表，外加作為西日本武術界龍頭老大、波夷羅一傳無雙流教頭、九頭龍千大夫獨生女兼本家流派繼承人的優秀武術高手。小時候與孝士一起玩，孝士裝酷去打架，所以桃子就認定了孝士是最強的人。單純地想和孝士結婚生下能夠繼承九龍頭光輝的孩子。
中慈馬早苗（聲：平野綾）
生日1月7日，班級2年C班。珊底羅神護流的繼承人，房東大人是她的婆婆，孝士的同學。擅長科目是國語，對孝士抱有愛慕之心，雖然外表很柔弱，人稱委員長的她，但卻是名副其實的高手。她是傳說中的馬假面，但是早苗本人不喜歡，曾經想過去封印“天馬羽衣”這套很暴露的衣服，但是為了救孝士又當上了馬假面。對肌肉男有恐懼感，而且有點討厭武道家的身份。任務是保護犬塚家的人，所以在沒有桃子的情況下保護孝士。（天誅戰士）。力量覺醒關鍵：羞恥心。
巳屋本色羽（聲：宮崎羽衣）
生日11月29日，班級1年B班。因達羅蛇影幻魔古武術的繼承人，有一個溫柔寡斷的父親，所以家族裡的組員都離去。為了振興日益衰落的巳屋本家族，暗殺孝士，卻敗在桃子手上。桃子對她說了許多鼓勵的話，所以她決定要跟隨桃子和孝士，重建巳屋本家族。為了成全桃子和孝士的婚姻戀情，決定把自己對孝士的喜歡埋藏在心裡。
半藏（聲：鈴木千尋）
生日8月15日，班級2年A班。過去被人圍毆時受色羽所救，所以跟隨色羽成為巳屋本的人。膽小怕事，是個宅男，喜歡玩電玩，也常儉省下來的錢買遊戲，但是是唯一願意跟隨色羽的人。按照日本黑社會的規矩叫組長色羽為姐姐（雖說是飲下血酒應為父子姐弟這樣的關係，但卻無法抑制地心生愛慕）。
虎金井天下（聲：草尾毅 / 青山桐子（幼年））
生日3月29日，班級2年A班。真達羅烈鐵流派的繼承人，小時候由於誤會和桃子定下約定要結婚，桃子則以為當時定下的約定是決鬥，不過只有虎金井天下一廂情願的記得，最後桃子記起之後把他打飛走了。刺殺孝士是有某人指使，並不知道是誰。和足球有很大的友誼，足球名為貝基，有貓的特性。
虎金井天天（聲：名塚佳織）
生日6月13日。虎金井天下的姐姐，做什麼事都是微笑的，隱藏內心情感，性格毒辣，持有換衣娃娃。是奪走巳屋本家族的元兇，嫉妒巳屋本色羽擁有她所沒有的東西，並對其施加報復。第一次遇到半藏時被看穿心事，因此喜歡上半藏，不肯表明心意。後火燒孝士的家，並派換衣娃娃離間桃子和孝士的感情，趁機對孝士下毒。
虎金井天智（聲：石川静）
虎金井天下的弟弟。
虎金井天禮（聲：川田紳司）
虎金井天下的哥哥，被中慈馬早苗以覺醒的力量打敗。
虎金井天我（聲：奥田啓人）
虎金井天天和虎金井天禮的大哥，被力量差點覺醒的孝士瞪了後因而停下動作，在此時被桃子的古代之力打敗。
龜田稻（聲：井上喜久子）
蘇迂出流派的繼承人，大美女一位，教孝士班的政治經濟老師。很久之前與珊底羅神護流家族的人決鬥，確定誰保護犬塚家的人，最後是蘇迂出流派敗北。夢想是擔任保護犬塚家的護衛，但是其實是為了和犬塚家聯姻，學習自己不喜歡的法律，幫助蘇迂出流派重新站在12神將的頂點。和早苗戰鬥完後說出自己的想法，在調查的時候漸漸喜歡上了他。

## 出版書籍
| 卷數 | 史克威爾艾尼克斯 | 史克威爾艾尼克斯       | 尖端出版社     | 尖端出版社           |
| 卷數 | 發售日期         | ISBN                   | 發售日期       | EAN                  |
| ---- | ---------------- | ---------------------- | -------------- | -------------------- |
| 1    | 2005年5月25日    | ISBN 4-7575-1444-1     | 2007年5月11日  | EAN 471-7702-20944-5 |
| 2    | 2005年8月25日    | ISBN 4-7575-1509-X     | 2007年8月23日  | EAN 471-7702-21024-3 |
| 3    | 2005年10月25日   | ISBN 4-7575-1554-5     | 2007年10月23日 | EAN 471-7702-21032-8 |
| 4    | 2006年4月25日    | ISBN 4-7575-1673-8     | 2007年12月11日 | EAN 471-7702-21147-9 |
| 5    | 2006年9月25日    | ISBN 4-7575-1779-3     | 2008年2月16日  | EAN 471-7702-21654-2 |
| 6    | 2006年12月25日   | ISBN 4-7575-1834-X     | 2008年5月16日  | EAN 471-7702-21806-5 |
| 7    | 2007年3月26日    | ISBN 978-4-7575-1940-4 | 2008年10月27日 | EAN 471-7702-22216-1 |
| 8    | 2007年8月25日    | ISBN 978-4-7575-2085-1 | 2008年11月14日 | EAN 471-7702-22260-4 |
| 9    | 2007年12月25日   | ISBN 978-4-7575-2183-4 | 2009年4月16日  | EAN 471-7702-22446-2 |
| 10   | 2008年6月25日    | ISBN 978-4-7575-2314-2 | 2010年2月5日   | EAN 471-7702-22813-2 |
| 11   | 2008年9月25日    | ISBN 978-4-7575-2384-5 | 2010年9月25日  | EAN 471-7702-22821-7 |
| 12   | 2009年2月25日    | ISBN 978-4-7575-2496-5 | 2011年1月5日   | EAN 471-7702-22910-8 |

導讀手冊
- GUIDE BOOK

| 卷數 | 史克威爾艾尼克斯 | 史克威爾艾尼克斯   | 尖端出版社     | 尖端出版社           |
| 卷數 | 發售日期         | ISBN               | 發售日期       | EAN                  |
| ---- | ---------------- | ------------------ | -------------- | -------------------- |
| 全   | 2006年9月25日    | ISBN 4-7575-1771-8 | 2008年10月27日 | EAN 471-7702-22217-8 |

## 電視動畫
在2006年10月至2007年3月期間由日本朝日電視台首播，共24話。

### 製作人員
- 原作：大高忍
- 掲載誌：ヤングガンガン（スクウェア・エニックス）
- 監督：中西伸彰
- 系列構成：井上敏樹
- 人物設計：アミサキリョウコ
- 美術監督：松平聡
- 色彩設定：山口喜加
- 攝影監督：芹沢直樹
- 編集：坂本雅紀
- 音響監督：高橋剛
- 音樂：4-EVER
- 音樂製作：Lantis
- 動畫製作：スタジオ雲雀
- 製作：Sumomo製作委員会

### 配音員
- 九頭竜桃子：鹿野優以
- 犬塚孝士：高橋廣樹
- 中慈馬早苗：平野綾
- 巳屋本色羽：宮崎羽衣
- 半蔵：鈴木千尋
- 虎金井天下：草尾毅
- 犬塚雲軒：玄田哲章
- 九頭竜千太夫：宝龜克寿
- 虎金井天我：奧田啟人
- 虎金井天天：名塚佳織
- 虎金井天禮：川田紳司
- 虎金井天智：石川靜
- 酉木千鶴：小樱悦子
- 聡代：植竹香菜
- とも子：外村晶子
- 幼時的孝士：加藤英美里

### 主題曲
- 片頭曲1（第1～12話）

作詞：金杉肇、柏森進，作曲．編曲：柏森進，歌：MOSAIC.WAV
- 片尾曲1（第1～12話）

作詞：金杉肇，作曲．編曲：関堂圭吾，歌：Honey Bee
- 片頭曲2（第13～24話）

作詞： み～こ、柏森進，作曲．編曲：柏森進，歌：MOSAIC.WAV
- 片尾曲2（第13、14、16～24話）

作詞．作曲：金杉肇，編曲：酒井洋一，歌：織姫よぞら& Ai Ai with K-SUIGI
- 片尾曲3（第15話）

作詞：yawn，作曲．編曲：黒須克彦，歌：み～こ

### 各話標題
| 話數 | 日文標題 | 中文標題                     | 腳本     | 繪畫       | 演出            | 作畫監督                          |
| ---- | -------- | ---------------------------- | -------- | ---------- | --------------- | --------------------------------- |
| 1    |          | 地上最強的新娘               | 井上敏樹 | 中西伸彰   | 中西伸彰        | 加納綾 アミサキリョウコ           |
| 2    |          | 天然爆熱少女                 | 石橋大助 | 所俊克     | 所俊克          | 重国勇二                          |
| 3    |          | 在動物園被盯上               | 岡村直宏 | 上原秀明   | 松浦錠平 矢吹勉 | 小沼克介 加納綾                   |
| 4    |          | 不仁義之暗殺計劃             | 岡村直宏 | 松浦錠平   | 松浦錠平        | 岩佐とも子                        |
| 5    |          | 衝突!桃子VS色羽              | 戸塚直樹 | 柳瀬雄之   | 剛田隼人        | 宇都木勇                          |
| 6    |          | 虎之刺客、登場               | 石橋大助 | 奈須川充   | 奈須川充        | 奈須川充                          |
| 7    |          | 看不見的羈絆                 | 戸塚直樹 | 藤本義孝   | 中村圭三        | 山形孝二 尾形健一郎               |
| 8    |          | 呼風喚雨的後輩               | 石橋大助 | 猫部那智子 | 城所聖明 鶴山修 | 明珍宇作 森田岳士 新井伸浩 吉田肇 |
| 9    |          | 悲戀的女英雄                 | 岡村直宏 | 所俊克     | 所俊克          | 小沼克介 三浦貴弘                 |
| 10   |          | 早苗的未婚夫登場             | 戸塚直樹 | 遠藤克己   | 剛田隼人        | 石井繁                            |
| 11   |          | 天誅戰士馬假面、參上         | 戸塚直樹 | 松浦錠平   | 松浦錠平        | 岩佐とも子                        |
| 12   |          | 感冒之日、半藏的場合         | 石橋大助 | 剛田隼人   | 剛田隼人        | 宇都木勇                          |
| 13   |          | 勁敵對決!馬與龜              | 岡村直宏 | 奈須川充   | 中村圭三        | 山形孝二                          |
| 14   |          | 鬼屋的戀情騷動               | 石橋大助 | 康村諒     | 康村諒          | 柳瀬譲二                          |
| 15   |          | 西鄉之戀                     | 戸塚直樹 | ボブ白旗   | 黒田やすひろ    | 小沼克介 三浦貴弘                 |
| 16   |          | 倦怠期的破壞法               | 戸塚直樹 | 遠藤克己   | 剛田隼人        | かわむらあきお                    |
| 17   |          | 對決!虎之兄弟                | 石橋大助 | 松浦錠平   | 松浦錠平        | 山形孝二                          |
| 18   |          | 暗鍋歡迎會                   | 岡村直宏 | 剛田隼人   | 剛田隼人        | 宇都木勇                          |
| 19   |          | 女傭人來了                   | 岡村直宏 | 所俊克     | 所俊克          | 小沼克介 三浦貴弘                 |
| 20   |          | 生死與共                     | 石橋大助 | 藤本義孝   | 高山秀樹        | 柳瀬譲二                          |
| 21   |          | 各自的思念                   | 戸塚直樹 | 松浦錠平   | 松浦錠平        | 曾我篤史 河野稔                   |
| 22   |          | 回到平常的日子 (TV版最終回)  | 岡村直宏 | 中西伸彰   | 中西伸彰        | アミサキリョウコ                  |
| 23   |          | 溫泉 獨占 愛的混戰 (DVD收錄) | 石橋大助 | 所俊克     | 所俊克          | 加納綾                            |
| 24   |          | 被擄走的孝士 (DVD收錄)       | 戸塚直樹 | 猫部那智子 | 黒田やすひろ    | アミサキリョウコ                  |

### 播放電視台
※ 播放時間請以日本標準時間為準。
| 播放電視台   | 播放日期                       | 播放時間                                                                |
| ------------ | ------------------------------ | ----------------------------------------------------------------------- |
| 朝日電視台   | 2006年10月5日 - 2007年3月15日  | 星期四 26:40 - 27:10                                                    |
| ABC電視台    | 2006年10月10日 - 2007年3月20日 | 星期二 26:51 - 27:21                                                    |
| 名古屋電視台 | 2006年10月11日 - 2007年3月21日 | 星期三 27:08 - 27:38                                                    |
| AT-X         | 2006年12月29日 - 2007年5月25日 | 星期五 9:00 - 9:30 / 20:00 - 20:30 星期二 13:00 - 13:30 / 23:00 - 23:30 |

### DVD
一卷收錄一話、九卷（最終卷）收錄二話，其他卷收錄三話。
1. 2006年12月22日發售 聲音評論 - 鹿野優以、高橋広樹
2. 2007年1月26日發售 聲音評論 - 鹿野優以、宮崎羽衣、鈴木千尋
3. 2007年2月23日發售 聲音評論 - 鹿野優以、高橋広樹、宮崎羽衣
4. 2007年3月23日發售 聲音評論 - 鹿野優以、高橋広樹、平野綾
5. 2007年4月25日發售 聲音評論 - 鹿野優以、高橋広樹、平野綾
6. 2007年5月25日發售 聲音評論 - 鹿野優以、平野綾、宮崎羽衣
7. 2007年6月25日發售 聲音評論 - 鹿野優以、平野綾、宮崎羽衣
8. 2007年7月27日發售 聲音評論 - 鹿野優以、平野綾、宮崎羽衣
9. 2007年8月24日發售 聲音評論 - 鹿野優以、平野綾、宮崎羽衣、高橋広樹

### 角色歌CD
Sumomomo,momomo CHARACTER SONG CD
2006年12月21日發售
1. （歌 - 鹿野優以）
2. （歌 - 宮崎羽衣）
3. （歌 - 平野綾）
4.  instrumental
5.  instrumental
6.  instrumental

Sumomomo,momomo CHARACTER SONG CD 2
2007年3月21日發售
1. （歌 - 鹿野優以、宮崎羽衣、平野綾）
2. （歌 - 宮崎羽衣、鈴木千尋）
3. Good Luck（歌 - み〜こ）
4. (instrumental)
5. （カラオケ）
6. Good Luck(instrumental)

Sumomomo,momomo CHARACTER SONG CD 3
2007年6月27日發售
1. （歌 - 鹿野優以、宮崎羽衣、平野綾）
2. （歌 - 鹿野優以）
3. （歌 - 平野綾）
4. （歌 - 鹿野優以、高橋広樹、宮崎羽衣、平野綾）

## 外部連結
- （日語） 動畫版官方網站（页面存档备份，存于）
- （日語） 朝日電視台的動畫介紹